# ديلان سبراوس
ديلان سبراوس (بالإنجليزية: Dylan Sprouse) هو ممثل أمريكي ولد في 4 أغسطس

## روابط خارجية
- ديلان سبراوس على موقع IMDb (الإنجليزية)
- ديلان سبراوس على موقع روتن توميتوز (الإنجليزية)
- ديلان سبراوس على موقع ألو سيني (الفرنسية)
- ديلان سبراوس على موقع أول موفي (الإنجليزية)
- ديلان سبراوس على موقع إن إن دي بي (الإنجليزية)
- ديلان سبراوس على موقع قاعدة بيانات الفيلم (الإنجليزية)
- ديلان سبراوس على موقع كينوبويسك (الروسية)